# سیارک ۶۲۹۱
سیارک ۶۲۹۱ (به انگلیسی: 6291 Renzetti، نامگذاری:1985TM1) شش هزار و دویست و نود و یکمین سیارک کشف شده‌است که در ۱۵ اکتبر ۱۹۸۵ کشف شد.
قدر مطلق سیارک برابر ۱۳٫۲۰ است.